# Florestine van Monaco

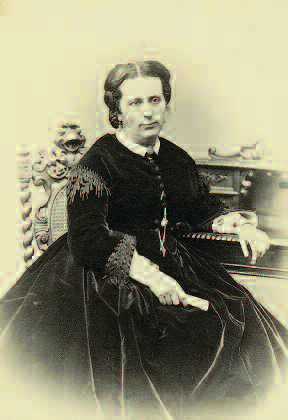
Florestine van Monaco omstreeks 1865

Florestine van Monaco (Fontenay 22 oktober 1833 - Stuttgart, 4 april 1897) was een Monegaskische prinses uit het Huis Grimaldi.
Zij was de enige dochter en het tweede kind van vorst Florestan I en diens vrouw Maria Caroline Gibert de Lametz; zij was het jongere zusje van de latere vorst Karel III.
Zelf trouwde ze op 16 januari 1863 in Monaco met de drieëntwintig jaar oudere weduwnaar hertog Willem I van Urach. Het paar kreeg twee kinderen:
- Willem Karel (1864-1928)
- Karel Jozef (1865-1925)